# Piotr Puławski (twórca ludowy)
Piotr Puławski (ur. 10 października 1902 w Kadzidle, zm. 31 stycznia 1982 tamże) – twórca ludowy i wycinankarz z Puszczy Zielonej, laureat Nagrody im. Oskara Kolberga.

## Życiorys
Był synem Józefa i Anny Puławskich. W czasie I wojny światowej przebywał w bieżeństwie na terenie Rosji. W latach 1918–1939 pracował na kolei wąskotorowej na trasie Ostrołęka–Myszyniec na stacji w Kadzidle. W czasie II wojny światowej był żołnierzem Batalionu Kurpiowskiego. Został ranny pod Myszyńcem. Po 1945 pracował w Urzędzie Gminy w Kadzidle.
Wycinankarstwa nauczył się jako dziecko. Pierwsze prace wykonał w wieku 10 lat. W 1950, kiedy w Kadzidle powstała Spółdzielnia CPLiA „Kurpianka”, został jej stałym współpracownikiem. Był jej współzałożycielem. Wykonywał wycinanki: leluje, gwiazdy i koguty. Robił pająki i kierce z grochu i bibuły i palmy wielkanocne. Wykonywał pieczywo obrzędowe: nowe latka i byśki. Współpracował z Instytutem Wzornictwa Przemysłowego.
Należał do zespołu folklorystycznego działającego przy spółdzielni. Tańczył, śpiewał, opowiadał. Z jego wiedzy korzystał Tadeusz Sygietyński, gdy włączał pieśni i tańce z Puszczy Zielonej do repertuaru Państwowego Zespołu Pieśni i Tańca „Mazowsze”. Puławski uczył solistów „Mazowsza” pieśni i tańców kurpiowskich.
Był nagradzany jako członek zespołu. Występował z nim w kraju i za granicą. Jako twórca ludowy brał udział w ponad 30 konkursach i wystawach. Był laureatem konkursu na wystrój tradycyjnej izby kurpiowskiej, który w 1949 zorganizowało Ministerstwo Kultury i Sztuki.
Jego prace mają w zbiorach Muzeum Kultury Kurpiowskiej w Ostrołęce, Muzeum Północno-Mazowieckie w Łomży, Państwowe Muzeum Etnograficzne w Warszawie, Muzeum Etnograficzne im. Marii Znamierowskiej-Prüfferowej w Toruniu, jak również CPLiA i Instytut Wzornictwa Przemysłowego.
Z żoną Rozalią nie miał dzieci. Z drugą żoną Eleonorą miał synów Władysława, Franciszka, Józefa i Mariana oraz córki Irenę i Mariannę.
Spoczął na cmentarzu parafialnym w Kadzidle.

## Nagrody
- 1979: Złoty Krzyż Zasługi[3]
- 1979: Nagroda im. Oskara Kolberga[2]

## Upamiętnienie
W 2020 był jednym z bohaterów wystawy pt. Wycinanka kurpiowska z Puszczy Zielonej przygotowanej przez Muzeum Kultury Kurpiowskiej w Ostrołęce.